# Paura su Manhattan
Paura su Manhattan (Fear City) è un film del 1984 diretto da Abel Ferrara.

## Trama
Matt Rossi, ex pugile e titolare con Nicky dell’agenzia di spogliarelliste Starlite, è in crisi per avere interrotto la relazione con la stripper Loretta, ex tossicodipendente che convive con la collega Leila. Gli affari dell’agenzia cominciano a subire un arresto quando una ragazza, Honey, viene brutalmente aggredita di notte da un maniaco, finendo all’ospedale con le dita spezzate. L'investigatore Al Wheeler indaga mettendo sotto torchio Matt, convinto che l’aggressione sia avvenuta come ritorsione nei suoi confronti.
Quando Matt s'offre d'accompagnare Loretta a casa dopo uno spettacolo, avviene un’altra aggressione da parte dello stesso individuo: stavolta la vittima è Leila, che viene ricoverata in fin di vita. Intanto in Matt riaffiora (tramite flashback) l’evento alla base del proprio senso di colpa: la morte sul ring d'un avversario diretto, Rio Kid. Matt, istigato da Nicky, cede alla tentazione di prendere in mano la pistola e farsi giustizia privata ma, dopo avere accusato ingiustamente il suo rivale Goldstein, manager nello stesso settore, rinuncia all’uso delle armi e getta la pistola in mare. Il giorno dopo Matt e Loretta vanno a trovare Leila in ospedale e la sera stessa si ricongiungono. Ma un’altra spogliarellista, Silver, cade vittima delle cesoie dell’assassino.
A questo punto Matt riceve un’offerta d'aiuto dal suo padrino, don Carmine; un altro flashback svela che anni prima Matt, da bambino, aveva assistito a un efferato omicidio commesso da don Carmine ed era rimasto in silenzio. Loretta, recatasi in ospedale per fare visita a Leila, è costretta ad assistere impotente alla sua fine sotto gli ultimi colpi del defibrillatore. Sconvolta per la morte dell’amica, Loretta ripiomba nella spirale della droga. Intanto proseguono le incursioni notturne del maniaco che si chiama Pazzo, dimora in uno scantinato spoglio e lercio dove s'allena alle arti marziali e annota le sue gesta in un diario che ha intitolato Fear City. Quando Pazzo colpisce una ragazza di Goldstein, Matt e Nicky sono convinti da questi a organizzare la sicurezza delle proprie dipendenti per la cifra di duecentocinquanta dollari a testa la settimana.
Dopo l’ennesima violenza di Pazzo, l'investigatore Al Wheeler arresta Matt e, sotto interrogatorio, lo prende a pugni per ostacolarne la tentazione di farsi giustizia da sé. Matt passa la notte in cella ma ne esce il giorno seguente su cauzione. Quando Pazzo ferisce gravemente Nicky, accorso in tempo per difendere la propria compagna Ruby dall’assalto di Pazzo, Matt decide d'intervenire in modo concreto; quindi si reca da don Carmine per riceverne l'assenso, va in chiesa a confessare il delitto non ancora commesso e frequenta i luoghi dell’assassino riprendendo gli allenamenti di pugilato. La sera in cui Loretta, pedinata da Pazzo, si presenta dallo spacciatore Jorge per comprare la droga trovandolo impiccato, Matt affronta a pugni Pazzo, che risponde a colpi d'arti marziali, e l'uccide.

## Produzione
Le riprese del film si svolsero dal 26 aprile 1983 al 18 luglio 1983.
Il titolo originale Fear City è riferito al diario in cui il personaggio di Pazzo annota i suoi appunti.
La lavorazione del film (realizzato con un budget di cinque milioni di dollari) si è svolta all’ insegna di una situazione perennemente conflittuale tra la produzione e il regista Abel Ferrara il quale sostiene di aver girato due scene di sesso esplicito non comprese in alcuna versione del montaggio definitivo: in una sono protagonisti Melanie Griffith (Loretta) e Rae Dawn Chong (Leila), nell'altra ancora Melanie Griffith e Tom Berenger. Il produttore Bruce Cohn Curtis, forse preoccupato dalle esigenze della vendita televisiva del film, ha limitato al minimo le scene di nudo e ha decurtato il numero di "fuck" presenti nei dialoghi. Inoltre ha imposto il finale in cui, al termine del duro scontro in strada , Matt e Loretta si scambiano un bacio sul sedile posteriore di una volante.

## Curiosità
Il personaggio di Loretta avrebbe dovuto essere interpretato dalla stessa persona a cui è ispirato, cioè Baybi Day, attrice nel precedente The Driller Killer, ballerina che si esibiva nei nights e deceduta per overdose prima dell'inizio della produzione del film.

## Musiche
Il brano dei titoli di testa New York Doll è cantato da David Johansen, 
conosciuto come frontman del gruppo musicale glam rock New York Dolls, che ne è anche autore assieme a Joe Delia, compositore delle musiche del film.